# Polyclinum arenosum
Polyclinum arenosum is een zakpijpensoort uit de familie van de Polyclinidae. De wetenschappelijke naam van de soort is, als Aplidiopsis arenosum, voor het eerst geldig gepubliceerd in 1898 door Sluiter.